# 拉布安角
53°11′S 73°28′E / 53.183°S 73.467°E
拉布安角（英語：Cape Labuan），是南極洲的海岬，位於澳大利亞海外領地赫德島西南部，處於阿科納角和拉韋特海崖之間，在1948年由澳大利亞探險隊繪入地圖。